# Brevirhynchocyon
Il brevirincocione (gen. Brevirhynchocyon) è un mammifero estinto appartenente ai macroscelidi. Visse tra il Miocene inferiore e il Miocene medio (circa 20 - 16 milioni di anni fa) e i suoi resti fossili sono stati ritrovati in Africa.

## Descrizione
Questo animale doveva essere simile a un attuale toporagno - elefante del genere Rhynchocyon, sia come aspetto che come dimensioni. Brevirhynchocyon era però caratterizzato da premolari lisci e privi di smalto rugoso, mentre gli incisivi superiori erano simili a pettini e non era presente il terzo molare inferiore. In generale, i denti premolari e molari di Brevirhynchocyon erano brachidonti (a corona bassa). 

## Classificazione
Nel 2008 venne descritta una nuova specie di mammifero macroscelide sulla base di resti fossili rinvenuti nella zona di Sperrgebiet in Namibia, in terreni risalenti al Miocene inferiore. La specie venne descritta con il nome di Brachyrhynchocyon jacobi, con riferimento alla dentatura brachidonte, e nello stesso studio venne riferita questo genere anche la specie precedentemente descritta come Miorhynchocyon gariepensis e proveniente dal Kenya. Il nome Brachyrhynchocyon, tuttavia, era già stato utilizzato per un mammifero carnivoro anficionide da Loomis nel 1936, anch'esso come sostituzione per il genere (già utilizzato) Brachycyon. Nel 2008 Senut dovette quindi sostituirlo con il nome Brevirhynchocyon.